# Grosser Wannsee

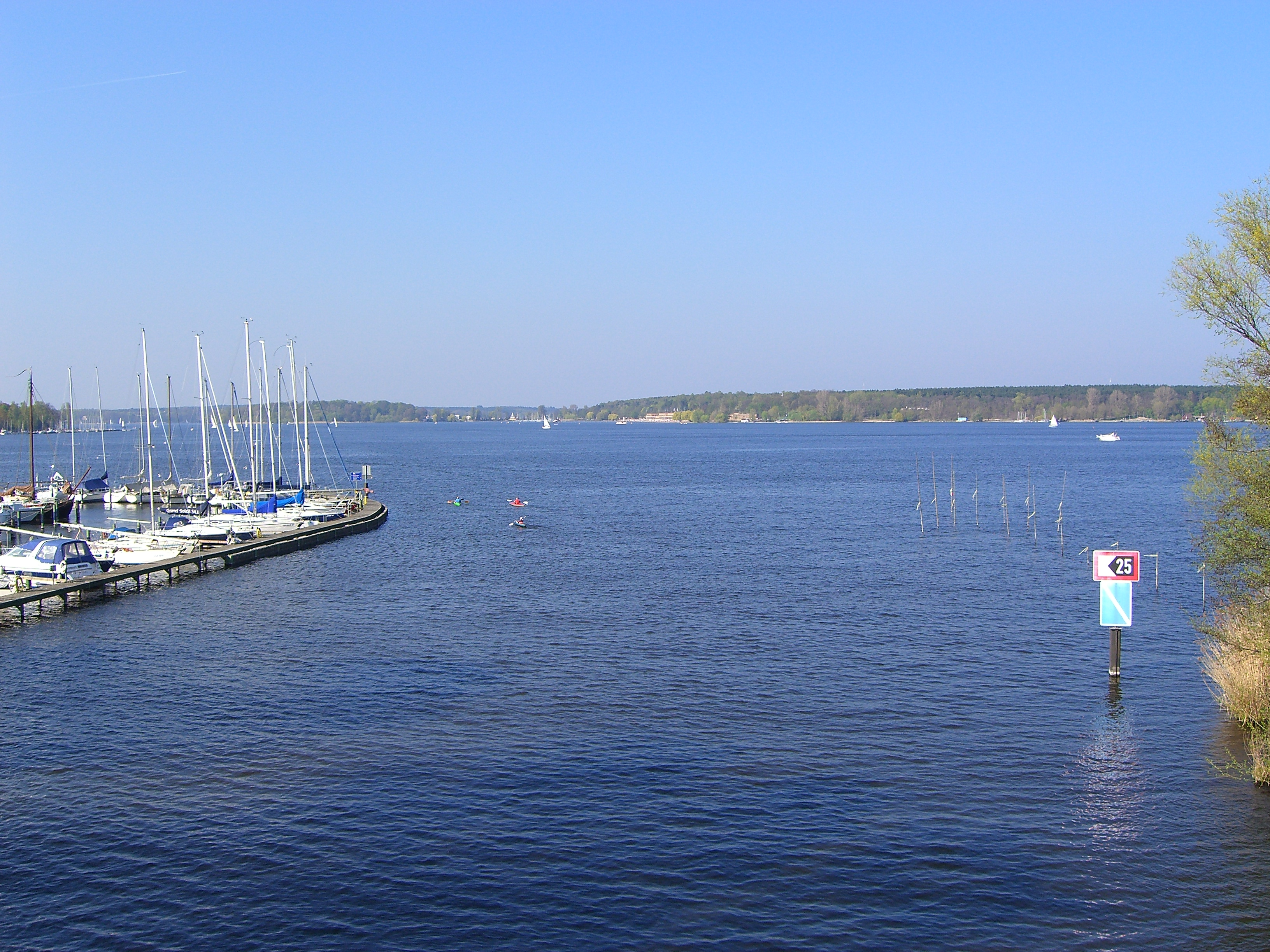
Grosser Wannsee från Wannseebrücke.

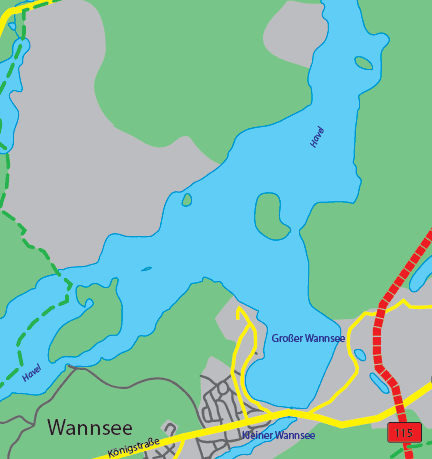
Grosser Wannsee markerad på karta över stadsdelen Wannsee med omgivningar.

Grosser Wannsee, tysk stavning: Großer Wannsee, är en bukt i floden Havel i Berlins västra utkant, belägen på södra sidan av floden mellan stadsdelarna Wannsee och Nikolassee. Den ingår som del i den långsmala Kladow-sjökedjan som börjar där floden vidgar sig i höjd med Wilhelmstadt i Spandau och som sträcker sig omkring 12 kilometer åt sydväst till Sacrow. Grosser Wannsee avgränsas mot Havels huvudfåra norrut av en tänkt linje mellan bron från fastlandet till ön Schwanenwerder i öst och av udden Grosser Tiefhorn i väster.
Sjön har förbindelse med Kleiner Wannsee genom Griebnitzkanalen, under Wannseebrücke. Den trafikeras med turistbåtar från Berlin och Potsdam och har även en reguljär färjelinje som trafikerar sträckan mellan järnvägsstationen Berlin-Wannsee och Kladow på flodens norra sida. Här bedriver också flera vattensportklubbar verksamhet inom segling, rodd och vindsurfing.

## Historia
Stränderna omkring Grosser Wannsee var ett populärt utflyktsmål under 1800-talet och började bebyggas som exklusiva villaförorter för Berlins välbeställda borgerskap i slutet av århundradet. I och med anläggandet av S-Bahnlinjen till Wannsee och öppnandet av Strandbad Wannsee 1907 kom området att bli tillgängligt som friluftsområde för stora delar av befolkningen. År 1942 hölls Wannseekonferensen i en villa vid sjön, där avgörande beslut kring nazisternas folkmord under andra världskriget togs. Under Berlins delning efter andra världskriget tillhörde Wannsee den amerikanska ockupationssektorn och på grund av Berlinmuren var detta från 1961 till 1989 en av de annars begränsade möjligheterna till frilufts- och strandliv inom Västberlins territorium. 